# Gail Thompson
Gail Thompson (* 15. Juni 1958 in London) ist eine britische Flötistin, Saxophonistin, Komponistin und Arrangeurin des Modern Jazz.

## Leben und Wirken
Thompson stammt aus einer musikalischen Familie und lernte als Kind Klarinette. Mit 16 Jahren wurde sie als Baritonsaxophonistin Mitglied des National Youth Jazz Orchestra und gründete dann erste Bands. Sie war dann gemeinsam mit Courtney Pine Gründungsmitglied der britischen Band Jazz Warriors und spielte auch kurz bei Art Blakey (sie war nach Joanne Brackeen das zweite weibliche Mitglied seiner Jazz Messengers). 1986 leitete sie die Bigband von Charlie Watts. Schließlich gründete sie ihre erste eigene Big-Band-Formation Gail Force, für die sie auch komponierte. Ihre musikalischen Inspirationen stammen aus der Musik Afrikas und des Hard Bop; die entstehende Musik ist stilistisch nahe den Bigband-Projekten von Abdullah Ibrahim und Quincy Jones.
1994 entstand ihr erstes Album unter eigenem Namen Gail Force, ein Jahr später als Produkt einer Reise durch den Kontinent nahm sie live in Duisburg das Album Jazz Africa auf, erschienen auf dem Enja Label mit Harry Beckett, Claude Deppa, Jerry Underwood und Partick Hartley. Nach einem Aufenthalt im australischen Queensland  nahm sie 1999 das Album JADU (d. h. Jazz Africa Down Under) auf, an dem u. a. der Bassist Mario Castronari mitwirkte.
Aus gesundheitlichen Gründen musste Thompson das Saxophonspiel aufgeben und konzentriert sich zunehmend auf musikpädagogische Tätigkeiten. 2003 organisierte sie die afro-europäische Frauen-Bigband Femmes Noires, die ihre Kompositionen spielte.